# Thomas Öberg
Pour les articles homonymes, voir Öberg.
Lars Thomas Öberg, né le 10 août 1958 à Malmberget (commune de Gällivare, Comté de Norrbotten), est un patineur artistique suédois. Il est nonuple champion de Suède entre 1972 et 1980.

## Biographie

### Carrière sportive
Thomas Öberg domine la patinage artistique masculin suédois pendant toutes années 1970 en devenant nonuple champion national entre 1972 et 1980 sans interruption.
Il représente son pays à huit championnats européens (1972 à Göteborg, 1974 à Zagreb, 1975 à Copenhague, 1977 à Helsinki, 1978 à Strasbourg, 1979 à Zagreb, 1980 à Göteborg et 1981 à Innsbruck), cinq mondiaux (1974 à Munich, 1976 à Göteborg, 1979 à Vienne, 1980 à Dortmund et 1981 à Hartford) et aux Jeux olympiques d'hiver de 1980 à Lake Placid.
Il arrête les compétitions sportives après les mondiaux de 1981.

## Palmarès
| Compétitions principales | 1971    | 1972    | 1973    | 1974    | 1975    | 1976    | 1977    | 1978    | 1979    | 1980    | 1981    |  |  |  |
| Jeux olympiques d'hiver  |         |         |         |         |         |         |         |         |         | 14e     |         |  |  |  |
| Championnats du monde    |         |         |         | 23e     |         | 20e     |         |         | 17e     | 19e     | 14e     |  |  |  |
| Championnats d'Europe    |         | 21e     |         | 18e     | 18e     |         | 14e     | 13e     | 18e     | 10e     | 12e     |  |  |  |
| Championnats de Suède    | 2e      | 1er     | 1er     | 1er     | 1er     | 1er     | 1er     | 1er     | 1er     | 1er     |         |  |  |  |
|                          |         |         |         |         |         |         |         |         |         |         |         |  |  |  |
| Autres Compétitions      | 1970/71 | 1971/72 | 1972/73 | 1973/74 | 1974/75 | 1975/76 | 1976/77 | 1977/78 | 1978/79 | 1979/80 | 1980/81 |  |  |  |
| Skate America            |         |         |         |         |         |         |         |         |         | 9e      |         |  |  |  |
| Skate Canada             |         |         |         |         |         |         |         |         |         |         | 13e     |  |  |  |
| Trophée NHK              |         |         |         |         |         |         |         |         |         |         | 5e      |  |  |  |
|                          |         |         |         |         |         |         |         |         |         |         |         |  |  |  |